# هوارد گودال
هوارد لینزی گودال (انگلیسی: Howard Lindsay Goodall؛ ‎/ˈɡʊdˌɔːl/‎؛ زادهٔ ۲۶ مهٔ ۱۹۵۸) موسیقی‌دان، آهنگساز، روزنامه‌نگار و مجری اهل بریتانیا است.
از فیلم‌ها یا برنامه‌های تلویزیونی که وی در آن نقش داشته‌است، می‌توان به مستر بین و بلک‌ادر اشاره کرد.